# أرليند باشا
أرليند باشا هو لاعب كرة قدم سويسري في مركز الهجوم، ولد في 8 فبراير 1996 في جنيف في سويسرا. لعب مع هايدوك سبليت.